# 荷蘭皇家航空航點
本列表收錄了荷蘭皇家航空的航點名單，包括荷蘭皇家航空屬下的KLM Cityhopper航空所服務之航點。一些機場的資料可以在荷蘭皇家航空內查詢Destination Guide （页面存档备份，存于）。
- 在機場名稱後有A，即代表以荷蘭亞洲航空（KLM Asia）名義服務。
- 在機場名稱後有C，即代表只有荷蘭皇家航空的貨運服務。
- 在機場名稱後有B，即代表同時有荷蘭皇家航空的貨運及客運服務。

## 歐洲
- 荷蘭
  - 阿姆斯特丹 - 史基普機場 樞紐機場
- 英国
  - 倫敦
    - 倫敦城市機場
    - 倫敦希斯路機場

  - 阿伯丁 - 阿伯丁機場
  - 伯明翰 - 伯明翰國際機場
  - 布里斯托爾 - 布里斯托爾國際機場
  - 加的夫 - 加的夫國際機場
  - 愛丁堡 - 愛丁堡機場
  - 格拉斯哥 - 格拉斯哥國際機場
  - 赫爾河畔金斯頓 - 赫爾河畔金斯頓機場
  - 利茲 - 利茲布拉德福德國際機場
  - 利物浦 - 利物浦約翰列儂機場
  - 曼徹斯特 - 曼徹斯特機場
  - 泰恩河畔紐卡斯爾 - 紐卡斯爾機場
  - 挪利其 - 挪利其國際機場
  - 蒂賽德 - 達勒姆蒂斯河谷機場
- 法國
  - 巴黎 - 巴黎－夏爾·戴高樂機場
  - 馬賽 - 馬賽普羅旺斯機場
  - 尼斯 - 尼斯藍色海岸機場
  - 圖盧茲 - 圖盧茲－布拉尼亞克機場
  - 波爾 - 波爾機場
  - 里昂 - 里昂－聖埃克絮佩里機場
- 德国
  - 柏林 - 柏林－泰格爾奧托·利林塔爾機場
  - 法蘭克福 - 法蘭克福機場
  - 慕尼黑 - 慕尼黑機場
  - 漢堡 - 漢堡機場
  - 杜塞爾多夫 - 杜塞爾多夫機場
  - 漢諾威 - 漢諾威機場
  - 紐倫堡 - 紐倫堡機場
  - 斯圖加特 - 斯圖加特機場
  - 科薩 - 科隆-波昂機場
  - 不萊梅 - 不萊梅機場
- 義大利
  - 羅馬 - 罗马－菲乌米奇诺列奥纳多·达芬奇国际机场
  - 米蘭
    - Linate機場
    - 米兰－马尔彭萨国际机场

  - 威尼斯 - 威尼斯－泰塞拉马可·波罗国际机场
  - 博洛尼亞 - 博洛尼亞機場
- 瑞士
  - 日內瓦 - 日內瓦國際機場
  - 蘇黎世 - 蘇黎世機場
- 比利时
  - 布魯塞爾 - 布魯塞爾機場
- 奥地利
  - 維也納 - 維也納國際機場
- 盧森堡
  - 盧森堡－芬德爾國際機場
- 西班牙
  - 巴塞羅那 - 巴塞羅那機場
  - 馬德里 - 馬德里－巴拉哈斯機場
- 葡萄牙
  - 里斯本 - 里斯本機場
- 波蘭
  - 華沙 - 華沙－奧肯切弗里德里克·蕭邦國際機場
- 羅馬尼亞
  - 布加勒斯特 - 布加勒斯特奧托佩尼－亨利·科安德國際機場
- 捷克
  - 布拉格 - Ruzyně機場
- 希腊
  - 雅典 - 雅典國際機場
- 土耳其
  - 伊斯坦布爾 - 阿塔图爾克國際機場
- 丹麦
  - 哥本哈根 - 哥本哈根機場
  - 比靈斯 - 比靈斯機場
- 芬兰
  - 赫爾辛基 - 赫爾辛基-萬塔機場
- 瑞典
  - 斯德哥爾摩 - 斯德哥爾摩－阿蘭達機場
  - 哥德堡 - 哥德堡－蘭德維特機場
  - 林雪平 - 林雪平城市機場
- 挪威
  - 奧斯陸 - 奧斯陸機場
  - 卑爾根 - 卑爾根機場
  - 克里斯蒂安桑 - 克里斯蒂安桑機場
  - 桑讷菲尤尔 - 桑讷菲尤尔机场
  - 斯塔萬格 - 斯塔萬格機場
  - 特隆赫姆 - 特隆赫姆機場
- 俄羅斯
  - 莫斯科 - 謝列梅捷沃國際機場 B
  - 聖彼得堡 - 普爾科沃機場
- 乌克兰
  - 基輔 - 鮑里斯波爾國際機場

## 北美洲
- 美国
  - 紐約城 - 約翰·菲茨傑拉德·甘迺迪國際機場
  - 華盛頓 - 華盛頓杜勒斯國際機場
  - 芝加哥 - 奧黑爾國際機場
  - 洛杉磯 - 洛杉磯國際機場
  - 三藩市 - 三藩市國際機場
  - 達拉斯／沃斯堡 - 達拉斯－沃斯堡國際機場
  - 底特律 - 底特律都會韋恩縣機場
  - 休斯頓 - 喬治·布殊洲際機場
  - 亞特蘭大 - 哈茨菲爾德－傑克遜亞特蘭大國際機場
- 加拿大
  - 多倫多 - 多倫多皮爾遜國際機場
  - 溫哥華 - 溫哥華國際機場
  - 蒙特利爾 - 蒙特利尔皮埃尔·埃利奥特·特鲁多国际机场
  - 卡爾加里 - 卡爾加里國際機場
  - 埃德蒙顿 - 埃德蒙顿国际机场

## 拉丁美洲

### 加勒比海地區
- 荷屬安的列斯
  - 博奈爾島
    - 克拉倫代克 - 火烈鳥國際機場

  - 庫拉索
    - 威廉斯塔德 - 阿托國際機場

  - 荷屬聖馬丁
    - 飛利浦堡 - 茱莉安娜公主國際機場

### 中美洲
- 墨西哥
  - 墨西哥城 - 墨西哥城國際機場
- 巴拿馬
  - 巴拿馬城 - 托庫門國際機場

### 南美洲
- 巴西
  - 聖保羅 - 圣保罗/瓜鲁柳斯－安德烈·弗朗哥·蒙托罗州长国际机场
- 厄瓜多爾
  - 瓜阿基爾 - 何塞華金日奧爾梅多國際機場
  - 基多 - 蘇克雷元帥國際機場
- 秘魯
  - 利馬 - 豪爾赫·查韋斯國際機場
- 蘇里南
  - 帕拉馬里博 - Johan Adolf Pengel國際機場

## 非洲
- 埃及
  - 開羅 - 開羅國際機場
- 南非
  - 約翰內斯堡 - 奧利弗·坦博國際機場
  - 開普敦 - 開普敦國際機場
- 埃塞俄比亞
  - 亞的斯亞貝巴 - 博萊國際機場
- 加納
  - 阿克拉 - 科托卡國際機場
- 肯尼亞
  - 內羅畢 - 喬莫·肯雅塔國際機場
- 利比亞
  - 的黎波里 - 的黎波里國際機場
- 尼日利亞
  - 阿布賈 - 納姆迪·阿齊基韋國際機場
  - 卡諾 - Mallam Aminu Kano國際機場
  - 拉各斯 - 穆爾塔拉·穆罕默德國際機場

- 蘇丹
  - 喀土穆 - 喀土穆國際機場
- 坦桑尼亞
  - 達累斯薩拉姆 - 朱利葉斯·尼雷爾國際機場
  - 乞力馬扎羅 - 乞力馬扎羅國際機場
- 烏干達
  - 恩德培 - 恩德培國際機場

## 亞洲

### 東亞
- 中华人民共和国
  - 北京 - 北京首都国际机场
  - 上海 - 上海浦東國際機場
  - 台北 - 台灣桃園國際機場
  -  香港 - 香港國際機場
- 日本
  - 大阪 - 關西國際機場
  - 東京 - 成田國際機場
- - 首爾 - 仁川國際機場

### 東南亞
- 新加坡
  - 新加坡樟宜機場
- 马来西亚
  - 吉隆坡 - 吉隆坡國際機場（往雅加達航班在此中途加油）
- 泰國
  - 曼谷 - 蘇凡納布機場
- 印度尼西亞
  - 雅加達 - 蘇加諾－哈達國際機場（經吉隆坡）
- 菲律賓
  - 馬尼拉 - 尼諾伊·阿基諾國際機場 A

### 南亞
- 印度
  - 德里 - 英迪拉·甘地國際機場

### 西亞
- 阿联酋
  - 阿布扎比 - 阿布扎比國際機場
  - 迪拜 - 迪拜國際機場 B
- 沙烏地阿拉伯
  - 達曼 - 法赫德國王國際機場
- - 多哈 - 多哈國際機場
- 巴林
  - 麥納麥 - 巴林國際機場
- 阿曼
  - 馬斯喀特 - 馬斯喀特國際機場

- 科威特
  - 科威特國際機場
- 以色列
  - 特拉維夫 - 本-古里安國際機場